# Larisa Peděnčuková
Larisa Leonidovna Peděnčuková (30. prosince 1940, Bodajbo – 19. srpna 2023, Moskva) byla sovětská a ruská umělecká fotografka, fotografka Velkého divadla.

## Životopis
Téměř celý život pracovala jako oficiální fotografka Velkého divadla  , čímž vytvořila kolosální galerii jeho hvězd 2. poloviny XX století v jasných scénických obrazech. 
Díla Peděnčukové jsou v archivu a muzeu Velkého divadla  , ve sbírce Bachrušinova muzea , jsou také ve vlastnictví Státního historického muzea, Státního pamětního hudebního muzea P. I. Čajkovského (Klin), Státním památníku a architektonickém komplexu "Muzeum-Stavost P. I. Čajkovského ve Votkinsku, Ruském národním muzeu hudby, Ugličském státním historickém, architektonickém a uměleckém muzeum atd.
V roce 2001 se Nezavisimaja Gazeta zmínila o konfliktu autorských práv ohledně výstavy, která se toho roku konala: „Nejnovější generaci fotografů Velkého divadla zastupují Igor Zacharkin, Larisa Peděnčuková a Naděžda Bausova. V předvečer výstavy se vystavovatelé potýkali s problémy. Jak zaznělo na vernisáži, vedení fotoservisu Velkého divadla projekt nejen nepřivítalo, ale snažilo se jeho fotografům zakázat účast na něm. Vlastnické právo divadla k fotografiím, prezentované jako argument pro zákaz, je zjevně v rozporu s autorským právem fotografů“ .
Larisa Peděnčuková zemřela 19. srpna 2023 v Moskvě, bylo jí 82 let.

## Výstavy
- „Fotograf a Terpsichoré“ (Svaz ruských fotografů a muzeum Bachrušinova divadla, 2001)
- „Labutí jezero“ (Muzeum „P. I. Čajkovskij a Moskva“, 2017) [10] [11]
- “Elena Obrazcovová” (Mezinárodní hudební akademie Eleny Obrazcovové, Petrohrad, 2022)[12]
- "Elena Obrazcovová" (Knihovna-kulturní centrum M. A. Vološina, Moskva, 2022)